# أمي فضلي
أمي فضلي (بالإنجليزية: Amy Fadhli)‏ وهي عارضة لياقة وممثلة أمريكية ولدت في يوم 30 يناير 1966 في بلدة غالفستون في ولاية تكساس في الولايات المتحدة في سنة 1996 فازت بجائزة أفضل عارضة لياقة في الولايات المتحدة، والد أمي هو حسام عباس، عراقي مولود في بغداد وهو جراح قلبي وعائي ووالدتها تشيكية وهي نحاتة للحصان العربي.

## روابط خارجية
- أمي فاضلي على موقع IMDb (الإنجليزية)